# Turbicellepora coronopusoida
Turbicellepora coronopusoida är en mossdjursart som beskrevs av Calvet 1931. Turbicellepora coronopusoida ingår i släktet Turbicellepora och familjen Celleporidae. Inga underarter finns listade i Catalogue of Life.